# Каподимонте
Вижте пояснителната страница за други значения на Каподимонте.
Каподимо̀нте (на италиански: Capodimonte) е село и община в Централна Италия, провинция Витербо, регион Лацио. Разположено е на 334 m надморска височина, на южния бряг на езеро Болсена. Населението на общината е 1708 души (към 2010 г.).